# Amiota sigma
Amiota sigma är en tvåvingeart som beskrevs av Toyohi Okada 1971. Amiota sigma ingår i släktet Amiota och familjen daggflugor. Inga underarter finns listade i Catalogue of Life.